# Polstjärnepriset
Polstjärnepriset är en tävling för unga musiker från 14 till 18 år som instiftades 2007 och arrangerades av Vänersborgs kommun t.o.m. 2019. Fr.o.m. 2020 arrangeras tävlingen av Nationellt centrum för musiktalanger - ideell förening med säte i Vänersborg. Medlemmar i föreningen är Blåsarsymfonikerna, Gävle Symfoniorkester, Göteborgs Symfoniker, Kungliga Filharmonikerna, Norrköpings Symfoniorkester, Norrlandsoperans Symfoniorkester, Sveriges Radios Symfoniorkester, Västerås Sinfonietta och Vänersborgs kommun. 2023 genomfördes Polstjärnepriset Nordic edition och de tävlande kom från alla de nordiska länderna. 2024 var tävlingen nationell, men 2025 blir det åter en nordisk upplaga.  
Syftet med Polstjärnepriset är att lyfta fram den klassiska musiken och dess instrument, att ge unga musiker ett kontaktnät för framtiden, och att ge en bild av vad yrkeslivet som musiker innebär. En klassisk musiker spelar ofta i en orkester och tävlingsmoment är vanligt förekommande i form av auditions.
Varje år är det semifinal i Vänersborg. Av de åtta semifinalisterna är det sedan fyra som tar sig vidare till finalen, vilken från och med 2013 hålls på Göteborgs konserthus. Prissumman är på totalt 70 000 SEK varav vinnaren får 50 000. Vinnaren får även representera Sverige i Eurovision Young Musicians som arrangeras vartannat år.
Priset delas ut i början av januari, men redan under höstlovet året innan kommer samtliga tävlande till Vänersborg för att lära känna varandra, få individuell undervisning, spela i orkester- och kammarsättningar, samt delta i Master Classes. Därefter åker alla hem för att öva. Efter nyår samlas de återigen i Vänersborg för själva tävlingsmomentet. Parallellt med tävlingen hålls Polstjärneprisets kurs.

## Vinnare av Polstjärnepriset[1]
- 2007 – Tatiana Gachkova, violin
- 2008 – Linn Persson, saxofon

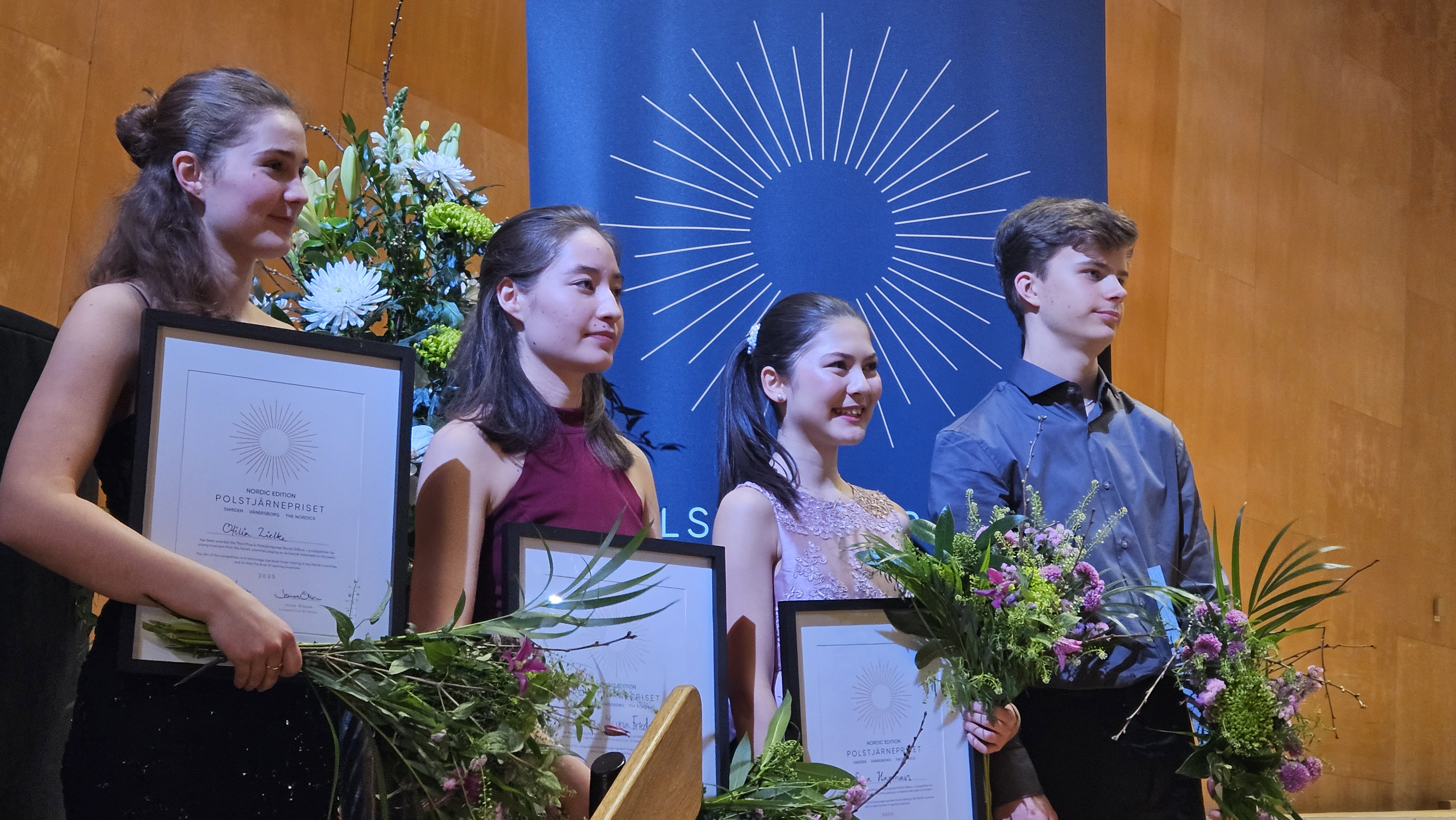
Finalisterna i Polstjärnepriset 2025:
Otilia Zielke, flöjt; Clara Yuna Friedensburg, cello; Sara Hagman, violin; Daniel Iourtchik, violin

- 2009 – Mattias Hanskov Palm, kontrabas
- 2010 – Daina Mateikaite, violin
- 2011/2012 – Ava Bahari, violin
- 2013 - Filip Graden, cello
- 2014 - Albin Uusijärvi, viola
- 2015 - Eliot Nordqvist, piano
- 2016 - Daniel Thorell, cello
- 2017 - Alva Holm, violin
- 2018 - Johanna Ander Ljung, harpa
- 2019 - Ture Herrgårdh, trumpet
- 2020 - Tekla Nilsson, klarinett
- 2021 - Vilhelm Moqvist, piano
- 2022 - Lukas Flink, trombon
- 2023 - Inez Karlsson, cello
- 2024 - Hugo Svedberg, cello
- 2025 - Clara Yuna Friedensburg, cello